# Петропавловка (Кугарчинський район)
Петропа́вловка (рос. Петропавловка, башк. Петропавловка) — присілок у складі Кугарчинського району Башкортостану, Росія. Входить до складу Нижньобіккузінської сільської ради.
Населення — 4 особи (2010; 9 в 2002).
Національний склад:
- росіяни — 89%